# الجلوبولين المناعي لالتهاب الكبد الوبائي ب
الجلوبولين المناعي لالتهاب الكبد الوبائي ب (HBIG) هو دواء يستخدم للوقاية من التهاب الكبد الوبائي ب بعد التعرض له.  ويشمل ذلك الأطفال حديثي الولادة المولودين لنساء مصابات بفيروس التهاب الكبد ب، وبعد عملية زرع الكبد لشخص مصاب بفيروس التهاب الكبد ب، وبعد تعرض أولئك الذين ليس لديهم مناعة لفايروس التهاب الكبد ب.  يمكن إعطاؤه عن طريق الحقن في الوريد أو العضل.  ومن الممكن كذلك إعطاء لقاح التهاب الكبد ب في نفس الوقت، ولكن في مكان مختلف من الجسم.  
تشمل الآثار الجانبية الشائعة الألم في موقع الحقن والصداع والغثيان والدوار والحمى.  قد تشمل الآثار الجانبية الأخرى ردود فعل تحسسية.  يمكن استعماله أثناء الحمل عند الضرورة.  وهو عبارة عن أجسام مضادة مُوجَّهة ضد مولد الضد السطحي لاتهاب الكبد الوبائي ب (anti-HBs). 
تم استخدام الجلوبولين المناعي لالتهاب الكبد الوبائي ب في المجال الطبي عام 1974.  وهو متوفر كدواء مكافئ.  في المملكة المتحدة، تبلغ تكلفة 500 وحدة حوالي 500 جنيه إسترليني لدى هيئة الخدمات الصحية الوطنية (NHS) اعتباراً من العام 2021.  اما في الولايات المتحدة، تبلغ تكلفة 5 مل منه حوالي 830 دولاراً أمريكياً.  يتم تصنيعه من البلازما البشرية. 

## الاستعمالات الطبية
يُستعمل HBIG كوقاية بعد التعرض للأشخاص المعرضين لخطر الإصابة بالتهاب الكبد الوبائي ب، لأنهم تعرضوا مؤخراً لسوائل جسم أشخاص مصابين به. ويشمل ذلك أطفال الأمهات المصابات بالتهاب الكبد الوبائي ب، والشركاء الجنسيين، والعاملين في مجال الرعاية الصحية، ورجال الشرطة والإطفاء، وعُمَّال الجنازات.  يوفر هذا الدواء مناعة مؤقتة عن طريق نقل الغلوبولينات المناعية.
يُعطى HBIG إما عن طريق الحقن العضلي (IM) أو الوريدي (IV)، حسب شكل تحضير المستحضر. تشمل الآثار الجانبية ردود الفعل التحسسية وآلام الظهر والشعور العام بعدم الراحة والصداع وآلام العضلات والغثيان والألم أو النزيف في موضع الحقن. تُعد الحساسية تجاه الغلوبولين المناعي البشري مانعاً للاستعمال. لم ينتقل فيروس نقص المناعة البشرية (HIV) عن طريق HBIG قط.  وكما هو الحال مع جميع مشتقات الدم، فإن انتقال البريونات ممكن كخطر متبقٍ.
يجب إعطاء دواء HBIG خلال 14 يوماً من التعرض لفيروس التهاب الكبد الوبائي ب.  يبلغ عمر النصف لـ HBIG حوالي 3 أسابيع. بدلاً من إعطاء جرعة معززة من HBIG، يُعطى لقاح التهاب الكبد الوبائي ب عند إعطاء HBIG لأول مرة، مما يوفر حماية طويلة الأمد.  تدوم الحماية من 3 إلى 6 أشهر. 

### الجرعة
في المملكة المتحدة، يُعطى عادةً بجرعة ٥٠٠ وحدة للوقاية. 
في الولايات المتحدة، يُعطى عادةً بجرعة ٠٫٠٦ مل/كجم للوقاية. 

## الآثار الجانبية

### الحمل
تم تصنيف HBIG كمادة من الفئة C للحمل من قبل إدارة الغذاء والدواء الأمريكية.

## المجتمع والثقافة

### التحضير
يُحضَّر HBIG من بلازما المتبرعين الذين لديهم مستويات عالية من الأجسام المضادة لمولد الضد السطحي لاتهاب الكبد الوبائي ب. يُستخلص من جزء كوهن الثاني. خلال العملية، تُعطَّل الفيروسات، وفي الخطوات النهائية، تُزال المذيبات المستخدمة في التحضير. يُختَبَر خلو المستحضر من فيروس عوز المناعة البشري (HIV)، وفيروس التهاب الكبد الوبائي ج (HCV)، وفيروس الهربس، وفيروس الريوفيروس (Reovirus). 

### الأسماء التجارية
- Bayhep B
- HepaGam B (US market; intravenous preparation) [11] [12]
- HyperHEP B (US market; intramuscular preparation) [13]
- Nabi-HB [14] [15]
- Nabi-HB NovaPlus
- Zutectra (EU) [16]